# Quốc huy Phần Lan
Hiện nay, Quốc huy của nước Cộng hòa Phần Lan là hình ảnh một con sư tử màu vàng trên nền chiếc khiên màu đỏ. Con sư tử đầu đội vương miện và giẫm lên trên một thanh gươm lưỡi cong, chi trước bên phải nó được thay thế bằng một cánh tay người mặc áo giáp đang vung thanh gươm thẳng. Trên chiếc khiên màu đỏ còn có 9 bông hoa hồng bạc. Quốc huy Phần Lan được sáng tác vào năm 1580.

## Bối cảnh

### Hình tượng sư tử trong huy hiệu học Scandinavia
Hình tượng sư tử trong huy hiệu học được sử dụng khá phổ biến tại vùng Tây Âu, điển hình là một số quốc gia ở châu Âu có hình con sư tử trên quốc huy của mình. Theo huy hiệu học Scandinavia, người ta tìm thấy dấu tích của sư tử trong huy hiệu học sớm nhất là trên quốc huy Đan Mạch vào nửa cuối thế kỷ 12.
Từ thế kỷ 13 trở đi, lãnh thổ mà ngày nay là nước Phần Lan được sáp nhập vào Vương quốc Thụy Điển theo từng mảng nhỏ, và quá trình này trùng với thời điểm các phù hiệu áo giáp trở nên thịnh hành tại vùng đất Bắc Âu. Phù hiệu áo giáp đầu tiên có sử dụng hình sư tử là các hoàng gia huy của hai vua Thụy Điển Erik X (mất năm 1216) và Erik XI (1216–1250). Huy hiệu của vua Valdemar thuộc nhà Bjälbo có sử dụng ba con sư tử (Hình 2).

### Công quốc Phần Lan
Vị công tước Phần Lan tiên khởi là Đức Giám mục Bengt Birgersson (trị vì từ 1284–1291) và người kế vị là hoàng tử Valdemar Magnusson (trị vì từ 1302–1317) đều dùng huy hiệu nhà Bjälbo đã qua cải biến (trong đó con sư tử được gia miện) làm phù hiệu áo giáp. Điểm chung của hai phù hiệu là một con sư sử với dáng đứng uy hiếp trên nền khiên màu trơn với ba sọc chéo từ phải sang trái. Tuy nhiên trên phù hiệu của Công tước Valdemar thì trên nền trơn của khiên còn bài trí thêm nhiều hình tượng trái tim cách điệu (Hình 3).

## Hình thành
Từ sau khi vua Johan III của Thụy Điển nhậm tước vị "Đại công tước Phần Lan và Karelia" (từ năm 1577 hoặc muộn hơn thì gọi tắt là Đại công tước Phần Lan), hình tượng con sư tử đứng được liên hệ chặt chẽ với xứ Phần Lan thông qua huy hiệu của Đại công quốc (Hình 5). Trên huy hiệu của Đại công quốc Phần Lan, người ta cho rằng hình tượng con sư tử là một sự kết hợp giữa sư tử Göta (bắt nguồn từ hình sư tử trên huy hiệu vương triều Bjälbo) và huy hiệu tỉnh Karelia (Hình 6), với chi trước của sư tử thì cầm một thanh kiếm lưỡi thẳng còn chi sau thì giẫm lên một thanh gươm lưỡi cong.
Phù điêu một phiên bản huy hiệu Đại công quốc Phần Lan được tạc tại lăng vua Gustav I của Thụy Điển (trị vì từ 1523–1560), nằm bên trong Nhà thờ chính tòa Uppsala (Hình 5). Người ta cho rằng huy hiệu được thể hiện trên bức phù điêu này là do chính công tước Johan (tức vua Johan III sau này) hoặc anh trai của ông là vua Erik XIV của Thụy Điển chủ trì công trình thiết kế. Dẫu vậy, người ta không thể xác minh được những giả thiết trên dù đã biết rằng vua Erik XIV có niềm yêu thích với bộ môn huy hiệu học. Việc thực hiện bức phù điêu này được ủy quyền cho ông Willem Boy (1520 – 1592). Ông là một kiến trúc sư, nhà điêu khắc người Fleming định cư và tác nghiệp tại Thụy Điển từ năm 1558 cho tới khi ông qua đời. Vào năm 1562 tại thành phố Antwerpen, ông đã bắt tay vào thực hiện bức phù điêu và hoàn thành tác phẩm sau 10 năm. Tuy nhiên phải mãi cho đến thập niên 1580 thì lăng mộ vua Gustav Vasa mới được khởi công và việc hoàn thiện và trưng bày bức phù điêu được thực hiện vào năm 1591. Ngoài ra, tại lăng mộ này còn trưng bày quốc huy của vương quốc Thụy Điển cùng 11 tỉnh trực thuộc, trong đó có các tỉnh Bắc Phần Lan, Nam Phần Lan, Tavastia và Karelia đều thuộc xứ Phần Lan. Tác phẩm phù điêu của Willem Boy có phẩm chất tuyệt hảo vì sư tử là hình tượng chi phối trong các phù hiệu áo giáp được sử dụng của vùng Vlaanderen (nơi xuất thân của ông Boy) mà nhờ đó ông được tiếp xúc nhiều với hình tượng này trước khi nhận dự án thiết kế lăng vua Gustav I.
Huy hiệu xứ Phần Lan sớm nhất mà người ta biết bao gồm một con sư tử đội vương miện với chi trước bên phải nắm một thanh kiếm và hai chi sau cùng giẫm lên một thanh kiếm lưỡi cong kiểu Nga (ryssesabel), xung quanh nằm rải rác chín bông hồng màu bạc trên nền đỏ, bên trên tấm khiên mang huy hiệu thì có một vương miện bằng vàng với phần mũ bên trong màu đỏ. Do vua Gustav I và vua Johan III của Thụy Điển đều từng tham gia các cuộc chiến dài hơi với Sa quốc Nga nên hiển nhiên hình tượng con sư tử giẫm lên than kiếm lưỡi cong kiểu Nga là tâm điểm của huy hiệu Đại công quốc Phần Lan. Bên cạnh đó, xung đột giữa phương Tây và phương Đông (được nhân cách hóa bằng hai cẳng tay cầm hai cây kiếm khác nhau) cũng được thể hiện trên huy hiệu của tỉnh Karelia thuộc Phần Lan (Hình 6).
Hiện tại, các nhà nghiên cứu vẫn chưa rõ mục đích của chín bông hồng màu bạc trên huy hiệu Phần Lan là gì – tuy vậy phần lớn họ cho rằng những bông hồng được gắn lên để trang trí cho huy hiệu. Trong quá khứ còn tồn tại một giả thuyết cho rằng những bông hồng bạc được gắn trên huy hiệu tượng trưng cho chín tỉnh lịch sử của Phần Lan, mặc dù giả thuyết này không được các nhà nghiên cứu có tiếng ủng hộ. Số lượng thị trấn của "Đại công quốc Phần Lan và Karelia" vào năm 1580 cũng là 9, nhưng không có nghiên cứu lịch sử nào cung cấp bằng chứng ủng hộ giả thuyết rằng tồn tại một mối liên hệ giữa số lượng hoa hồng và số lượng thị trấn ở Phần Lan vào năm 1580.

## Phát triển

### Thời kỳ Phần Lan thuộc Thụy Điển

Hình 7: Huy hiệu Phần Lan thuộc Thụy Điển (1775)

Phải đến tận những năm đầu thế kỷ 19, hình tượng con sư tử Uppsala mới được đưa vào làm nguyên mẫu cho huy hiệu của xứ Phần Lan. Trước đó, huy hiệu của Phần Lan xuất hiện dưới nhiều phiên bản khác với tính mỹ thuật khác nhau.

Hình tượng sư tử đã kinh qua một số cải biến vào thế kỷ 17. Trên cờ hiệu tang lễ của vua Karl X Gustav (năm 1660), ta có thể thấy con sư tử dùng ba chi còn lại để giẫm lên một thanh kiếm lưỡi cong (trong khi chi đầu tiên cầm một thanh kiếm). Còn trong một số bức tranh do họa sĩ Elias Brenner thực hiện, con sư tử có dáng đứng gần giống như người đang đi bộ và có phần đuôi được chia làm hai nhánh (queue fourchée).

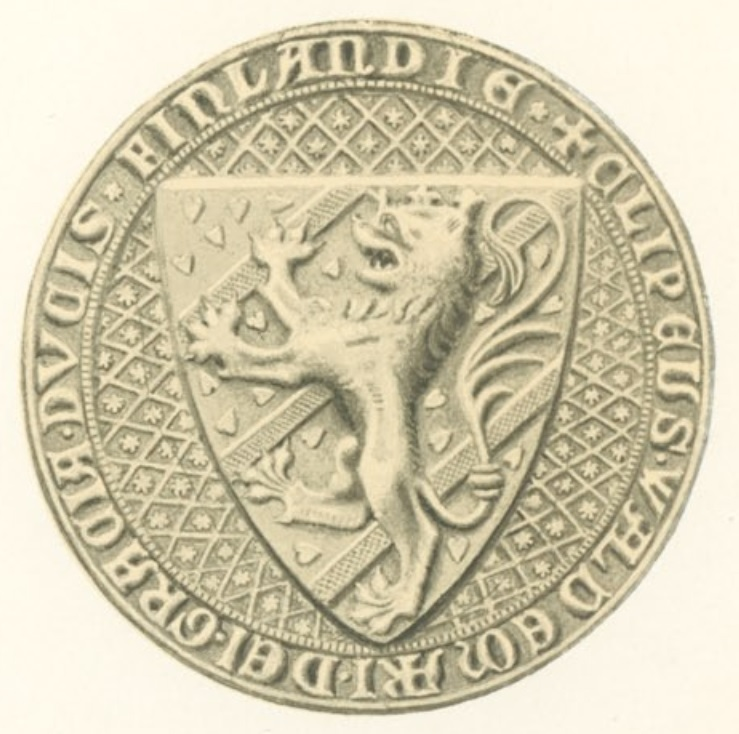
Ấn chương của Valdemar Magnusson, Công tước xứ Phần Lan vào đầu thế kỷ 14, được thiết kế dựa trên huy hiệu của vương triều Folkunga.
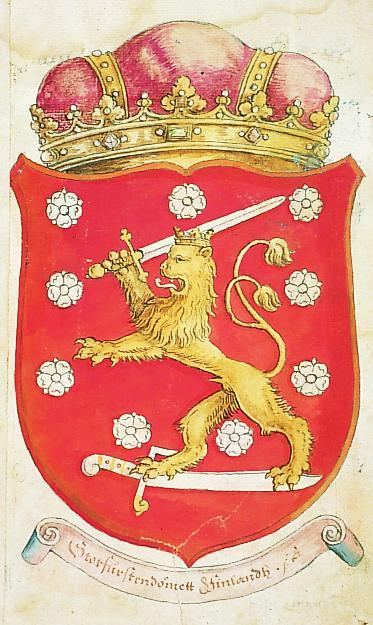
Huy hiệu xứ Phần Lan trong tác phẩm biên niên sử của Laurentius Petrin, thập niên 1580.
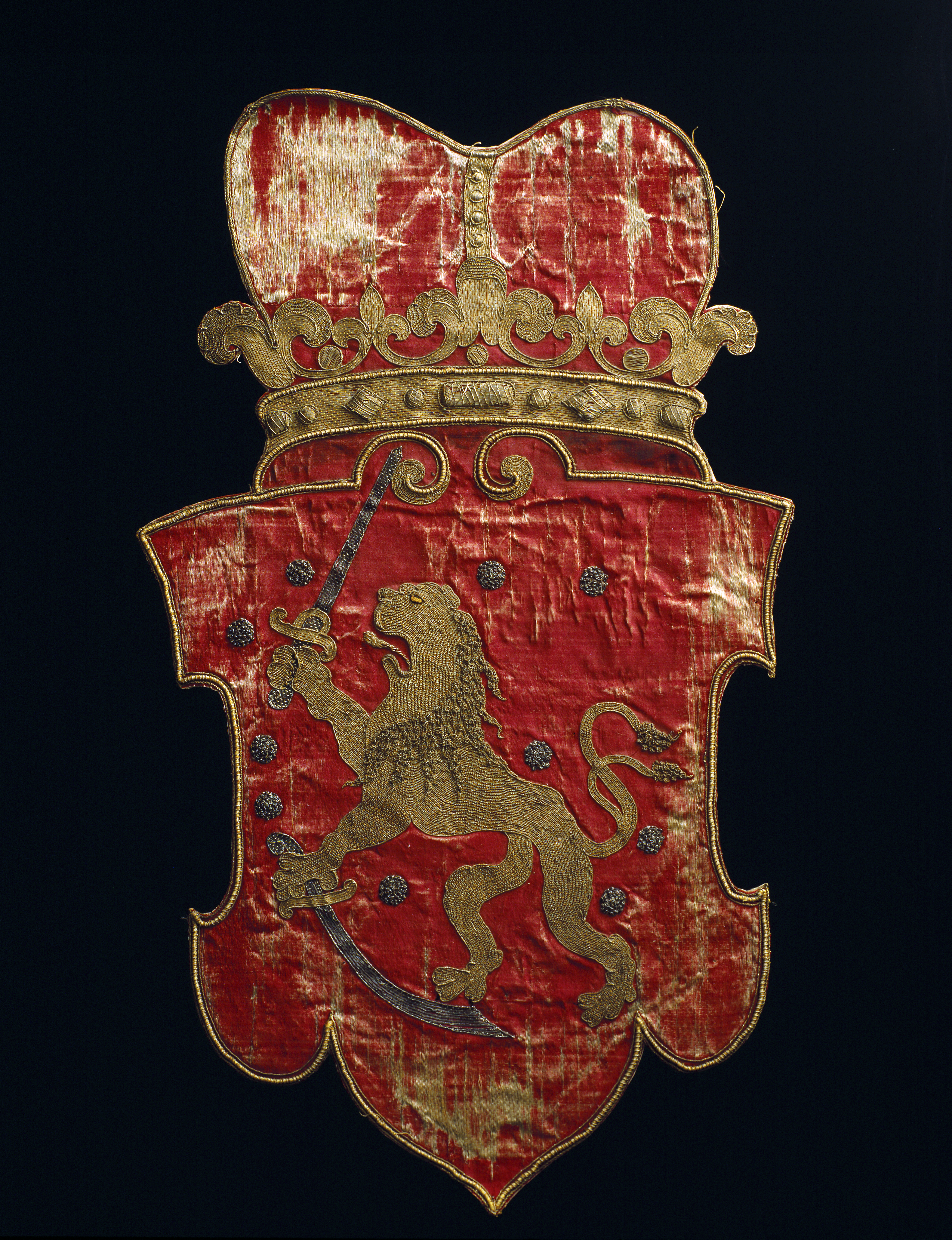
Huy hiệu của Phần Lan trong thánh lễ an táng của vua Gustav II Adolf, năm 1633.
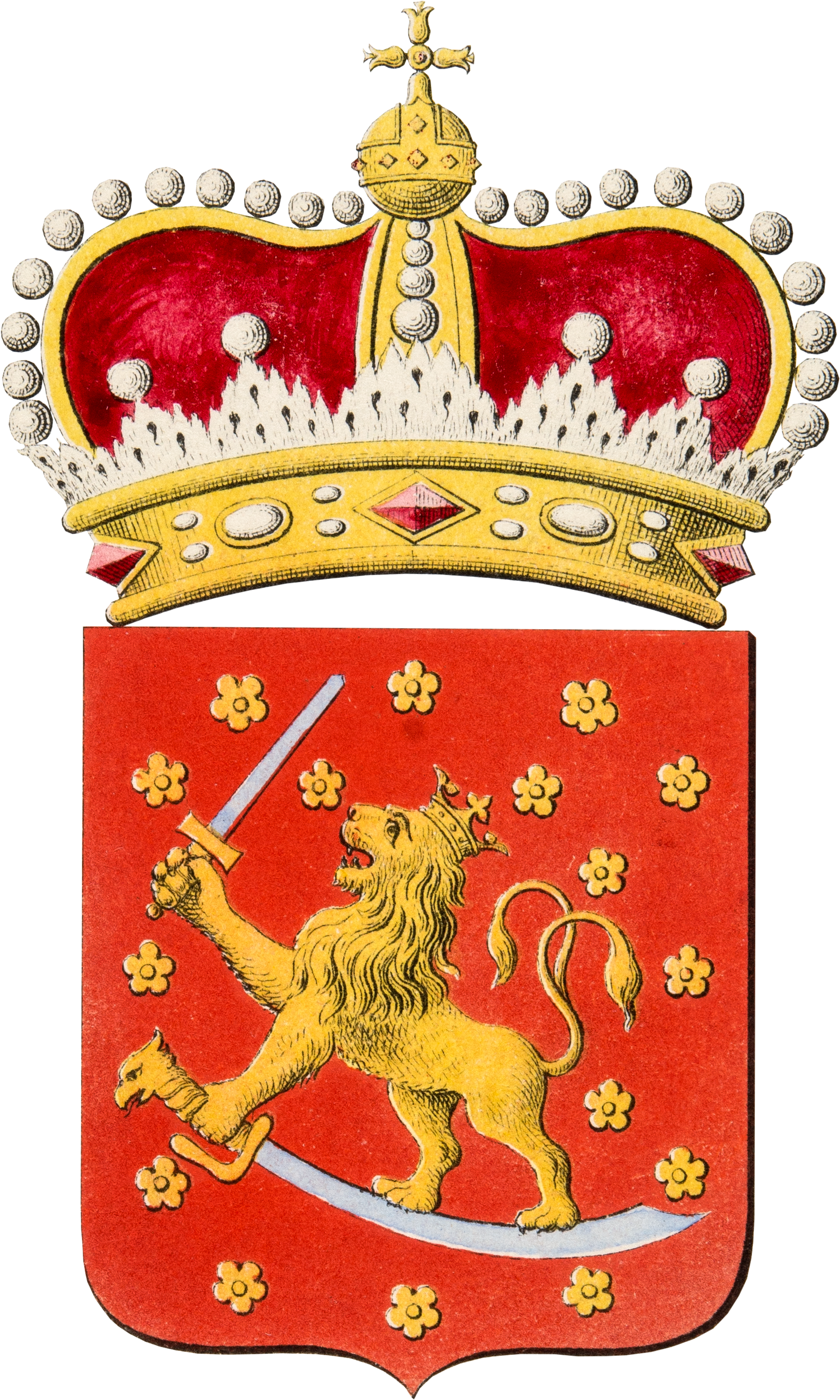
Huy hiệu Phần Lan do Elias Brenner thiết kế dựa trên hình mẫu, cuối thế kỷ 17.